# Enrique Fontana Codina
Enrique Fontana Codina (Reus, 1921 – Madrid, 1989) était un entrepreneur, juriste et homme politique espagnol. 
Engagé très jeune dans la Guerre civile aux côtés des nationalistes, il prit ensuite en charge, au terme de sa formation en droit, l’entreprise familiale, puis exerça dans la décennie 1960, sous le régime franquiste, plusieurs fonctions dans la haute administration (en particulier dans des commissions chargées de questions d’approvisionnement en denrées alimentaires), avant de se voir confier par Franco le portefeuille du Commerce de 1969 à 1973. Il se voua parallèlement — et exclusivement après la transition démocratique — à la gestion d’entreprises tant privées que publiques.

## Biographie
Issu d’une famille de commerçants, Fontana Codina s’enrôla à l’âge de quinze ans comme volontaire dans le bataillon de Requetés de Guipúzcoa, puis — plus tard dans le courant de la Guerre civile — dans le bataillon de Requetés de Notre-Dame de Montserrat. Le conflit terminé, il alla résider à Barcelone pour y suivre des études de droit à l’université. Il y était le camarade de promotion de Laureano López Rodó, qui allait jouer un rôle décisif dans son futur parcours politique.
Muni de sa licence de droit, il se fixa à Madrid pour y prendre la direction de l’entreprise familiale Fontoil, spécialisée dans l’exportation d’huiles comestibles. Fontana Codina se voua à cette tâche pendant toute la décennie 1950.
Dans la décennie suivante (1960-1969), Fontana Codina allait occuper plusieurs hauts postes dans l’administration publique, devenant tour à tour commissaire général aux Approvisionnements et aux Transports (1962-1965, ressortissant au ministère de l’Industrie), vice-président du Conseil national de la chaîne du froid, président de la Commission des industries alimentaires dans le Plan de développement, avant de se voir confier par Franco en octobre 1969, compte tenu de ses compétences dans ce domaine, le portefeuille du Commerce dans le 12e gouvernement franquiste. Pendant son mandat, il lui fut donné de côtoyer nombre de personnalités issues de la haute bourgeoisie catalane et occupant des postes élevés dans l’administration, dont notamment Enrique García-Ramal (ministre-délégué des Syndicats), Santiago de Cruilles (sous-secrétaire au ministère de l’Intérieur), Santiago Udina Martorell (sous-secrétaire au ministère des Travaux publics), et Laureano López Rodó. Parallèlement, il s’impliqua de manière croissante dans différentes entreprises et entités publiques, telles que la CAMPSA ou la Banco de Crédito Agrícola. En juin 1973, à sa propre demande, il fut relevé de ses fonctions ministérielles, pour pouvoir se vouer entièrement à ses affaires.
Aux élections de 1967, convoquées pour désigner les procurateurs (députés) aux Cortes, Fontana Codina parvint à se faire élire au titre du tercio familial en représentation de la province de Tarragone. Il était également membre au Conseil du Royaume et siégeait au nom de l’Espagne au Fonds monétaire international en qualité de gouverneur.
Après la transition démocratique, Fontana Codina renonça à la politique et se consacra totalement à sa carrière de gestionnaire d’entreprises privées et publiques, notamment en tant que membre de la chambre de commerce de Reus, de la délégation espagnole au Conseil oléicole international (COI), du conseil d’administration de la banque d'Espagne, etc.
Fontana Codina était récipiendaire des grands-croix de l’ordre de Charles III, de l’ordre d'Alphonse X le Sage, de l’ordre du Mérite civil, de l’ordre du Mérite militaire, de l’ordre du Mérite agricole, de l’ordre (colombien) de Saint-Charles, et de la grand-croix de Saint-Georges, décernée par la Grèce.